# Ulricehamns kommun
Ulricehamns kommun er en svensk kommune i Västra Götalands län i landskabet Västergötland. Hovedbyen er Ulricehamn.

## Større byer
- Ulricehamn
- Timmele
- Hökerum
- Dalum
- Blidsberg
- Vegby
- Gällstad
- Marbäck
- Nitta
- Rånnaväg
- Trädet
- Hulu
- Älmestad

57°47′30″N 13°24′46″Ø / 57.7917°N 13.4128°Ø